# Objeto semántico
Un objeto semántico es todo aquello sobre lo que un sujeto puede llevar a cabo una acción. Al objeto semántico normalmente nos referimos como objeto directo en sintaxis.